# Robert Clouse
Robert Clouse (* 6. März 1928 in Wisconsin; † 4. Februar 1997 in Ashland, Oregon) war ein US-amerikanischer Filmregisseur, Drehbuchautor und Produzent.

## Leben
Robert Clouse war 1973 Regisseur des Films Der Mann mit der Todeskralle. Hier agierte Bruce Lee erstmals in einem abendfüllenden Film, der für ein westliches Publikum in englischer Sprache gefilmt wurde.
Wegen der großen und nachhaltigen Wirkung dieses Streifens bekam er in der Folge viele ähnliche Aufträge, obwohl es Zweifel daran gab, dass Robert Clouse wirklich gerne mit Kampfsportlern drehte. So wirkte er gleich im folgenden Jahr als Regisseur eines Films namens „Black Belt Jones“, der den aus „Der Mann mit der Todeskralle“ bekannten Karateka Jim Kelly in der Hauptrolle präsentierte.
Für den Produzenten Raymond Chow nahm er sich auch des vorliegenden Materials für Bruce Lees unvollendet hinterlassenen Film Bruce Lee – Mein letzter Kampf an. Das Ergebnis fand 1978 den Weg in die Kinos, nachdem Robert Clouse mit verschiedenen Lee-Doubles Ergänzungsszenen nachgedreht hatte. Der Film wurde zwiespältig aufgenommen, macht es aber für die Fans möglich, viele authentische Aufnahmen des verstorbenen Bruce Lee erstmals auf der Leinwand zu sehen.
Auch für Jackie Chan war Robert Clouse der erste Regisseur, mit dem er einen westlichen Film machte. Das Drehbuch für Die große Keilerei (1980) stammte ebenfalls von Robert Clouse. Es wies ebenfalls die für Jackie Chan typische Mischung von Akrobatik und Humor auf, die ihm dann schließlich 1994 (nach dem verhältnismäßig humorlosen Der Protektor im Jahre 1985) mit Rumble in the Bronx tatsächlich den Durchbruch im Westen brachte.
Im Jahr 1984 war er einer der Regisseure der Fernsehserie Der Ninja-Meister mit Lee van Cleef. Der Titelheld war auf der Flucht vor einem Ninja namens „Okasa“, der von Sho Kosugi verkörpert wurde. Sho Kosugi wurde dadurch im Westen als Ninja-Darsteller bekannt und hatte anschließend auch hier mit seinen Ninja-Filmen großen Erfolg.
Nach diesem Ausflug zum Fernsehen kehrte Robert Clouse zum Kino zurück. Zweimal ließ er Cynthia Rothrock China O’Brian spielen, wobei er auch an den Drehbüchern maßgeblich beteiligt war.
Im Jahr seines Todes führte er zunächst Regie bei einem Film namens Ironheart (mit Bolo Yeung und Richard Norton). Er führte diese Arbeit aber nicht mehr zu Ende.

## Filmografie (Auswahl)
- 1962: The Cadillac (Kurzfilm)
- 1964: The Legend of Jimmy Blue Eyes (Kurzfilm)
- 1970: McGee, der Tiger (Darker than Amber)
- 1973: Der Mann mit der Todeskralle (Enter the Dragon)
- 1974: Freie Fahrt ins Jenseits (Black Belt Jones)
- 1975: New York antwortet nicht mehr (The Ultimate Warrior)
- 1977: Der Tiger aus Taipeh (The Amsterdam Kill)
- 1978: Bruce Lee – Mein letzter Kampf (Game of Death)
- 1979: James jr. schlägt zu (The London Connection)
- 1980: Die große Keilerei (The Big Brawl)
- 1985: Asia Mission (Gymkata)
- 1990: China O’Brien

## Auszeichnungen
Die Kurzfilme The Cadillac und The Legend of Jimmy Blue Eyes wurden 1963 und 1965 als Bester Kurzfilm für den Oscar nominiert. The Legend of Jimmy Blue Eyes wurde 1965 ebenfalls als Bester Kurzfilm bei den Internationalen Filmfestspielen von Cannes nominiert.